# Valle de los Caídos

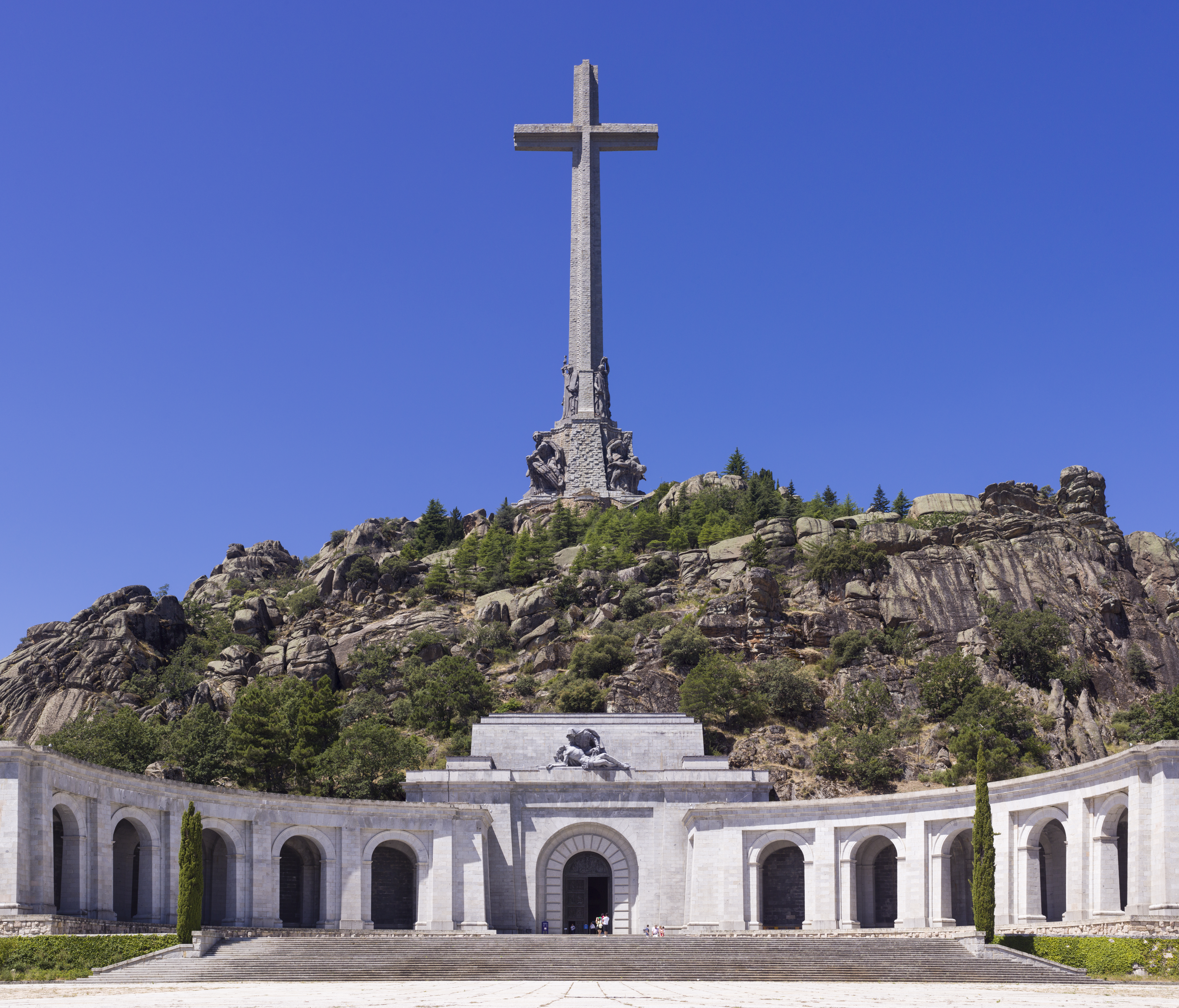
Valle de los Caídos

Das Valle de los Caídos (Deutsch: Tal der Gefallenen), ist die historische Bezeichnung einer monumentalen Gedenkstätte bei Cuelgamuros (Autonome Gemeinschaft Madrid) in der Sierra de Guadarrama im Zentrum Spaniens, etwa 45 km nordwestlich von Madrid. Die Stätte wurde mit Wirkung Oktober 2022 durch das Gesetz über die Demokratische Erinnerung (Ley de Memoria Democrática) offiziell in Valle de Cuelgamuros (Deutsch: Tal von Cuelgamuros) umbenannt.
Die vollständige ursprüngliche Bezeichnung war Monumento Nacional de Santa Cruz del Valle de los Caídos, übersetzt „Nationalmonument des Heiligen Kreuzes im Tal der Gefallenen“. 
Der Ort gilt als das größte bekannte Massengrab aus der Zeit des Spanischen Bürgerkriegs und der franquistischen Diktatur.
Bis zum 24. Oktober 2019 befand sich hier die Grabstätte des Diktators Francisco Franco. Vor dem Altar der angeschlossenen katholischen Kirche war bis 2023 auch der Gründer der faschistischen Bewegung Falange, José Antonio Primo de Rivera bestattet. Das Monument gilt als eines der größten neueren Mausoleen der Welt und auch als das größte architektonische Zeugnis der Franco-Diktatur.
Errichtet wurde das Valle de los Caídos ab 1940 von Zwangsarbeitern. Sie waren Gefangene aus den Konzentrationslagern im franquistischen Spanien. In der Gegenwart wird das Monument von der Behörde für staatlichen Kulturbesitz (Patrimonio Nacional) verwaltet. Im Sommer 2018 beschloss die Regierung unter Pedro Sánchez, Franco und Primo de Rivera umzubetten und die bisher namenlosen Gefallenen zu exhumieren.

## Bau und Beschreibung
Das von den Architekten Pedro Muguruza und Diego Méndez entworfene Monument besteht aus einem 152 m hohen und bis 46 m breiten Kreuz aus Beton (dem höchsten freistehenden Kreuz der Welt) auf dem Berggipfel des Risco de la Nava, flankiert von den vier Evangelisten und den vier Kardinaltugenden, einem großen Aufmarschplatz, der Benediktinerabtei Abadía Benedictina del Valle de los Caídos und der Basilica de Santa Cruz.

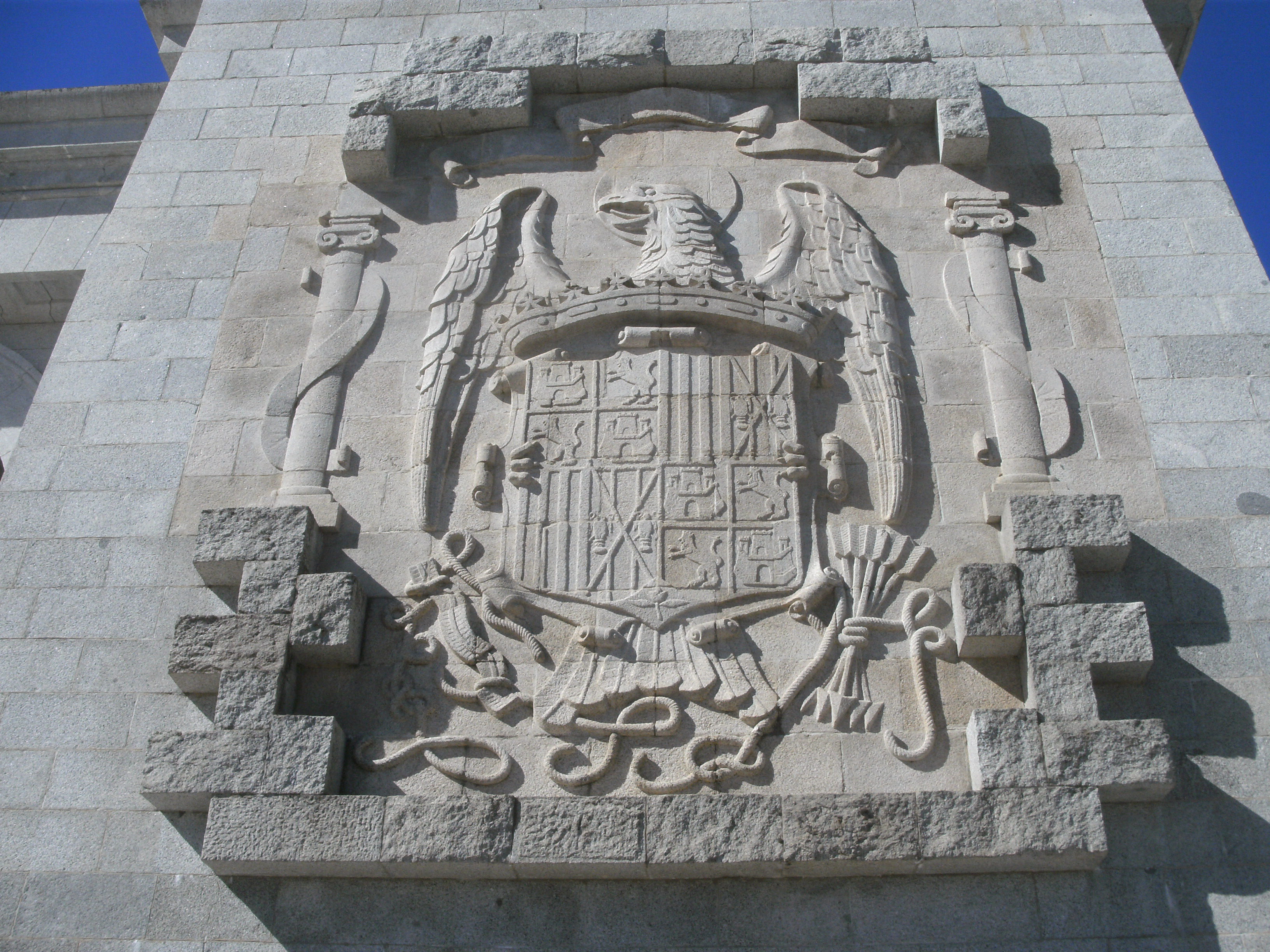
Spanisches Wappen (vor 1981) am Eingang zur Basilika

Die Basilika, eine riesige künstliche Höhle, wurde ab 1940, als Franco den Bau dekretierte, von 20.000 Zwangsarbeitern – meist politischen Gefangenen, denen eine Haftzeitverkürzung in Aussicht gestellt wurde – unter schwierigsten Bedingungen in den Fels der Sierra de Guadarrama getrieben. 14 Arbeiter starben und viele weitere erlitten eine Silikose (Quarzstaublunge). Die Arbeiten zogen sich über 19 Jahre hin, da es nach dem Spanischen Bürgerkrieg an Maschinen fehlte. Das Monument, das über eine Milliarde Peseten kostete, wurde von Franco am 1. April 1959 eingeweiht, zwanzig Jahre nach dem Ende des Bürgerkriegs. Im Jahr 1960 erhob Papst Johannes XXIII. die Kirche zur 120. Basilica minor Spaniens, sie ist die neunte der Autonomen Gemeinschaft Madrid.
Unter der 42 m hohen Kuppel wurden die Gräber von Franco und Primo de Rivera errichtet. Direkt über dem ehemaligen Grab Francos wird täglich eine Heilige Messe von den Mönchen des Klosters gefeiert.
In einem angrenzenden Schrein ruhen die Gebeine von 33.847 Gefallenen des Bürgerkriegs; davon sind 21.317 identifiziert. Im Kloster befinden sich Akten mit den Lebensdaten von etwa der Hälfte der Beigesetzten. Sie gehörten überwiegend der antirepublikanischen Partei Francos, dem Movimiento Nacional, an. Ursprünglich sollte das Tal der Gefallenen Ruhestätte für Francos Anhänger sein. Vor der Einweihung schien es laut einer Quelle mehr um die Anzahl Gebeine zu gehen; das Ministerium schrieb alle Rathäuser Spaniens an, welche oft nur von Gräbern von „Roten“ berichten konnten. Gebeine von republikanischen Gefallenen gelangten auch nach Fürsprache der katholischen Kirche in das Monument – in erster Linie durch Umbettung aus Massengräbern mit nicht identifizierten Gefallenen, die ab Ende des Bürgerkriegs bis 1983 stattfanden. 12.530 von ihnen sind nach wie vor nicht identifiziert. Tote wurden aber auch ohne das Wissen oder ohne das Einverständnis der Angehörigen ins Valle de los Caídos gebracht.
Die Wände des Kirchenschiffs bedecken Wandteppiche mit Szenen der Apokalypse des Johannes.

## Nutzungsgeschichte
Das Valle de los Caídos ist das am fünfthäufigsten besuchte Objekt der spanischen Kulturverwaltung (Patrimonio Nacional) mit über 283.000 Besuchern im Jahr 2017. Es befindet sich ca. 14 km (Fahrtstrecke) vom Escorial entfernt, einer Klosterresidenz, in der viele Mitglieder der Königsfamilie – darunter auch Alfons XIII. – bestattet sind. Unter den Besuchern des Gedenkkomplexes sind zahlreiche Anhänger des Franco-Regimes und der Falange. Die spanische Rechte gedachte hier bis zum Verbot im Jahr 2007 in Veranstaltungen Francos und des jüngeren Primo de Rivera, vor allem anlässlich des Todestages der beiden am 20. November („20-N“).
Den laufenden Unterhalt lässt sich der spanische Staat jährlich über 1,8 Millionen Euro kosten, davon entfallen ca. 340.000 Euro auf Subventionen für die Abtei, die tägliche Messen abhält. Instandsetzungsarbeiten stehen jedoch aus; deren Kosten wurden im Jahr 2011 auf mindestens 13 Millionen Euro geschätzt.
Am 7. April 1999 explodierte zwischen den Gräbern Francos und Primo de Riveras eine Bombe der Grupos de Resistencia Antifascista Primero de Octubre (GRAPO – „Antifaschistische Widerstandsgruppen des 1. Oktober“) und richtete Sachschaden an.
Von 2004 bis 2014 war Anselmo Álvarez Navarrete Abt der Benediktinerabtei; er gilt als ultrakonservativer Anhänger des Franquismus. So relativierte Álvarez die Verbrechen Francos und bezeichnete die heutigen Erkenntnisse, dass die Anhänger Francos über 200.000 Menschen ermordet haben, als „komplette Lüge“.

## Politische Diskussion und Zukunft
Der Gedenkort ist Teil der insgesamt umstrittenen spanischen Erinnerungskultur. Während die Stätte nach dem Ende der Franco-Diktatur kaum öffentlich thematisiert wurde und in den Worten der Historikerin Belén Moreno Garrido im franquistischen Zustand „eingefroren“ war, wurde sie ab der Jahrtausendwende medial häufig thematisiert und über den Umgang mit ihr debattiert, was mit der allgemein intensiveren Vergangenheitsbewältigung in Zusammenhang gebracht wird. 2005 schlugen Verbände der Opfer des Franquismus vor, den Ort in ein Dokumentationszentrum der franquistischen Diktatur umzuwandeln. Entsprechende Vorschläge wurden ergebnislos in der spanischen Regierung und im Rat der Europäischen Union diskutiert. Die Einrichtung einer Forschungsstelle an diesem Ort galt als nicht durchsetzbar. 2007 fasste die Verfassungskommission unter Konsens aller Parteien den Beschluss, die Gedenkstätte zu entpolitisieren und jegliche Art politischer Aktionen, Demonstrationen und Sympathiebekundungen zu verbieten. Diese Bestimmung war Teil des Ley de Memoria Histórica (Gesetz über die historische Erinnerung).
Die seit 2018 amtierende Regierung unter Führung der sozialdemokratischen PSOE kündigte im Juli 2018 an, die sterblichen Überreste Francos und Primo de Riveras umzubetten. Die für Pfingstmontag 2019 angesetzte Exhumierung Francos wurde vom Obersten Gericht in Madrid gestoppt; es gab einem Einspruch der Familie des früheren Gewaltherrschers einstweilig statt. Am 24. September 2019 wies das Gericht den Einspruch der Familie ab. Die Regierung beschloss daraufhin, die Umbettung auf den Pardo-Friedhof noch vor den Parlamentswahlen im November vorzunehmen. Am 24. Oktober 2019 wurden die sterblichen Überreste Francos schließlich exhumiert und in eine Familiengruft auf dem staatlichen Friedhof von Pardo überführt. Mit dem Gesetz über die Demokratische Erinnerung (Ley de Memoria Democrática) wurde die Umbettung gesetzlich legitimiert und der Ort offiziell in Valle de Cuelgamuros umbenannt. Der Leichnam von Primo de Rivera wurde erst im April 2023 exhumiert und auf dem Madrider San-Isidro-Friedhof beigesetzt.

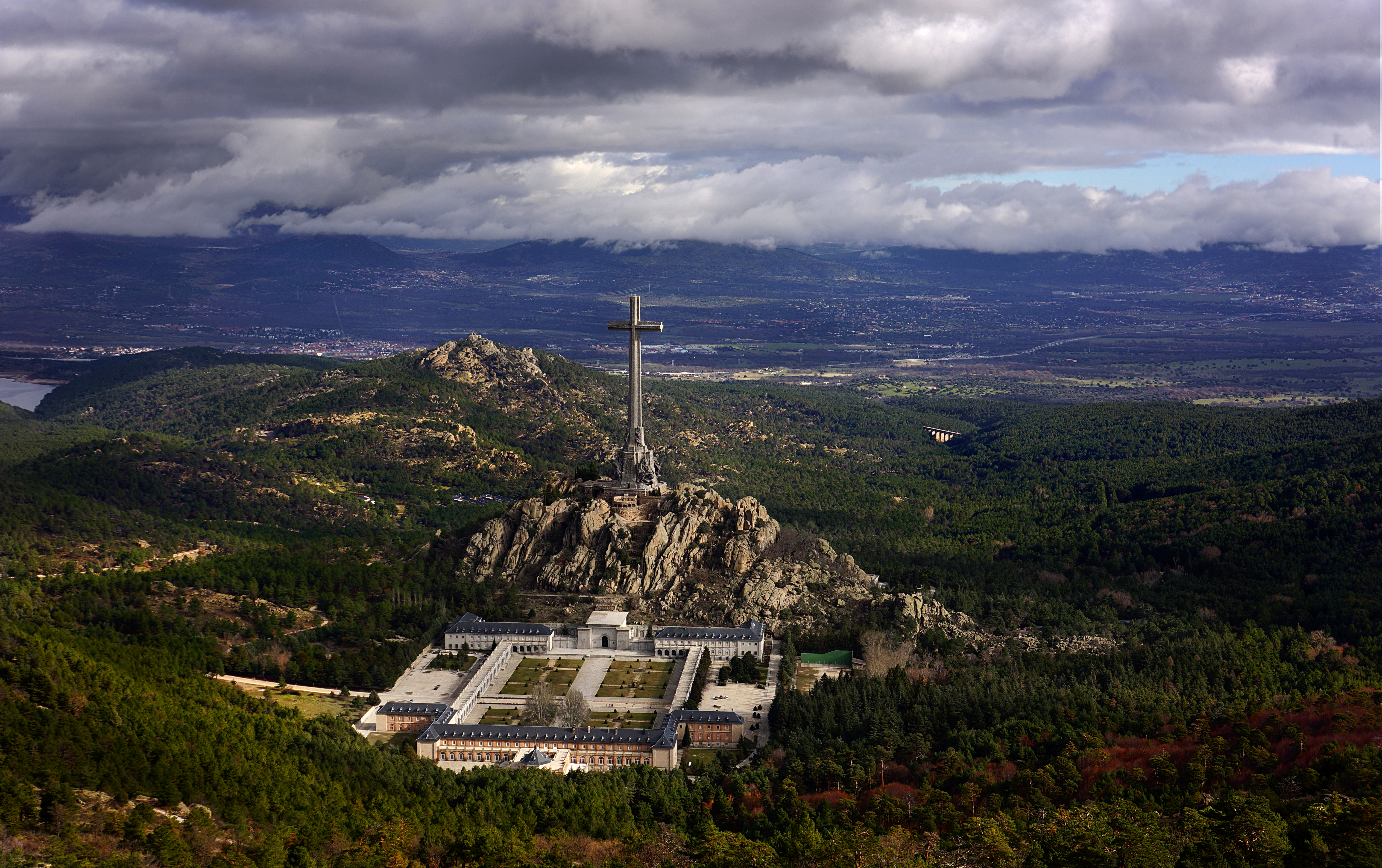
Übersicht des Gesamtkomplexes
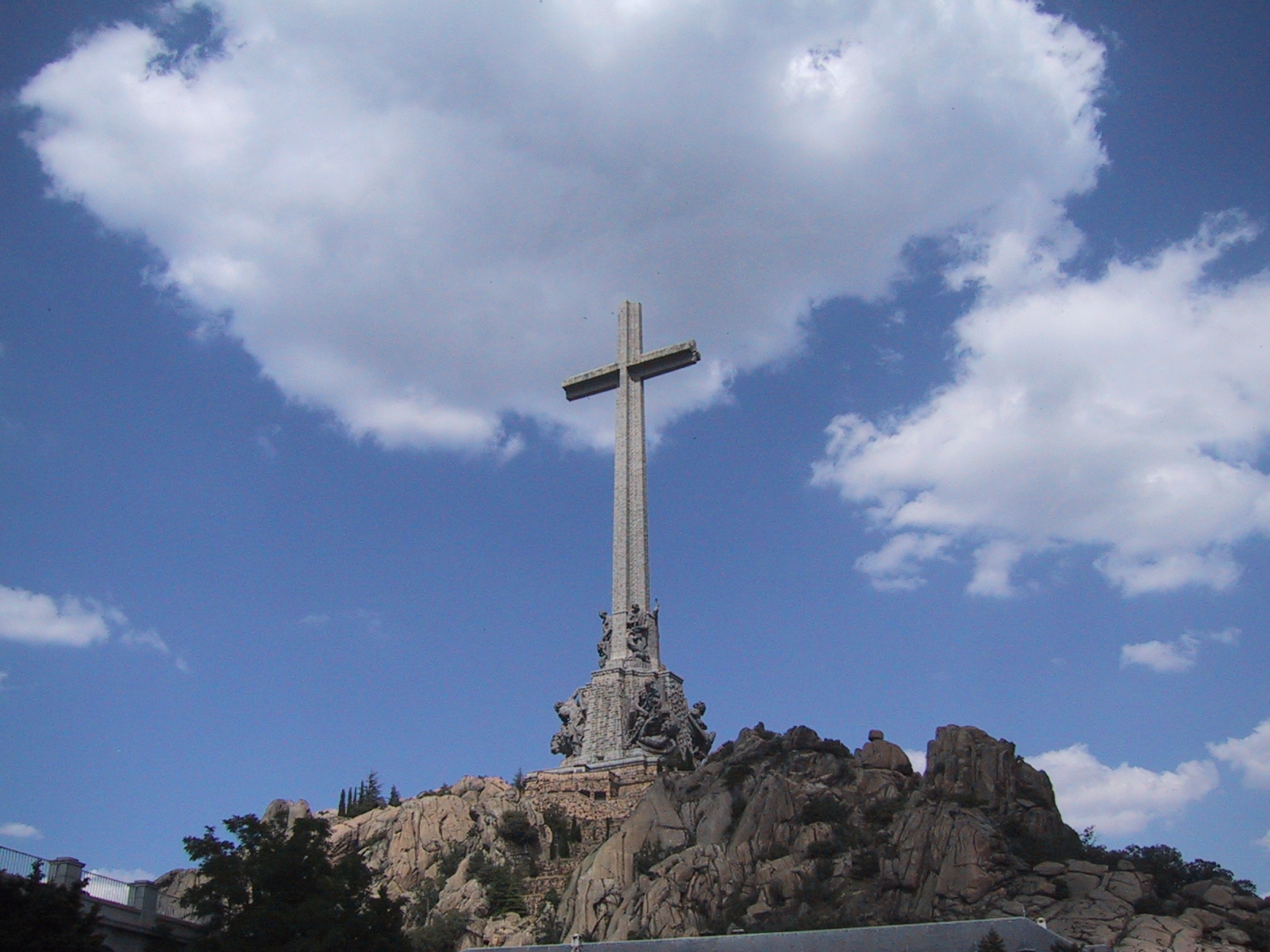
Das Monumentalkreuz
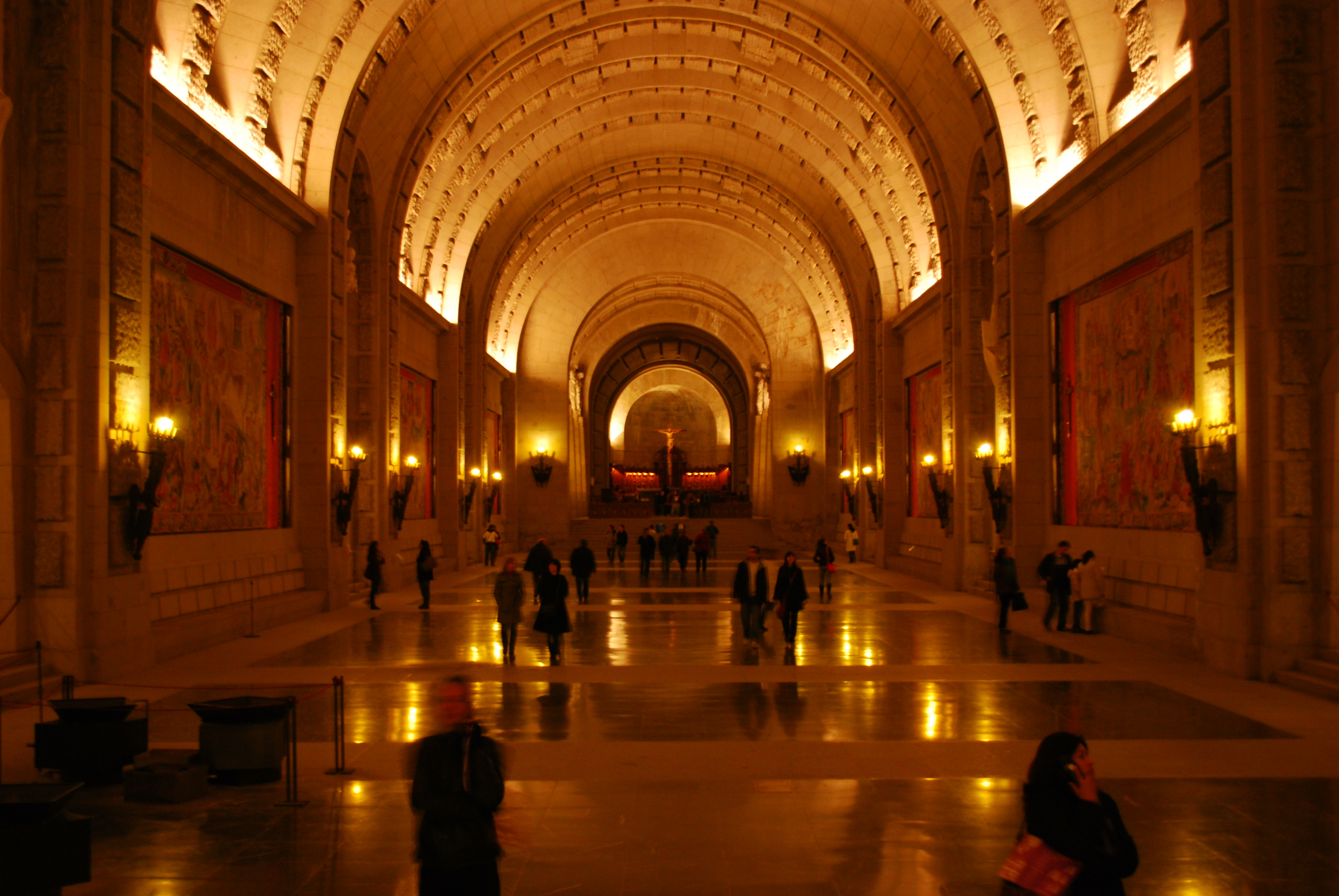
Inneres der Basilica de Santa Cruz
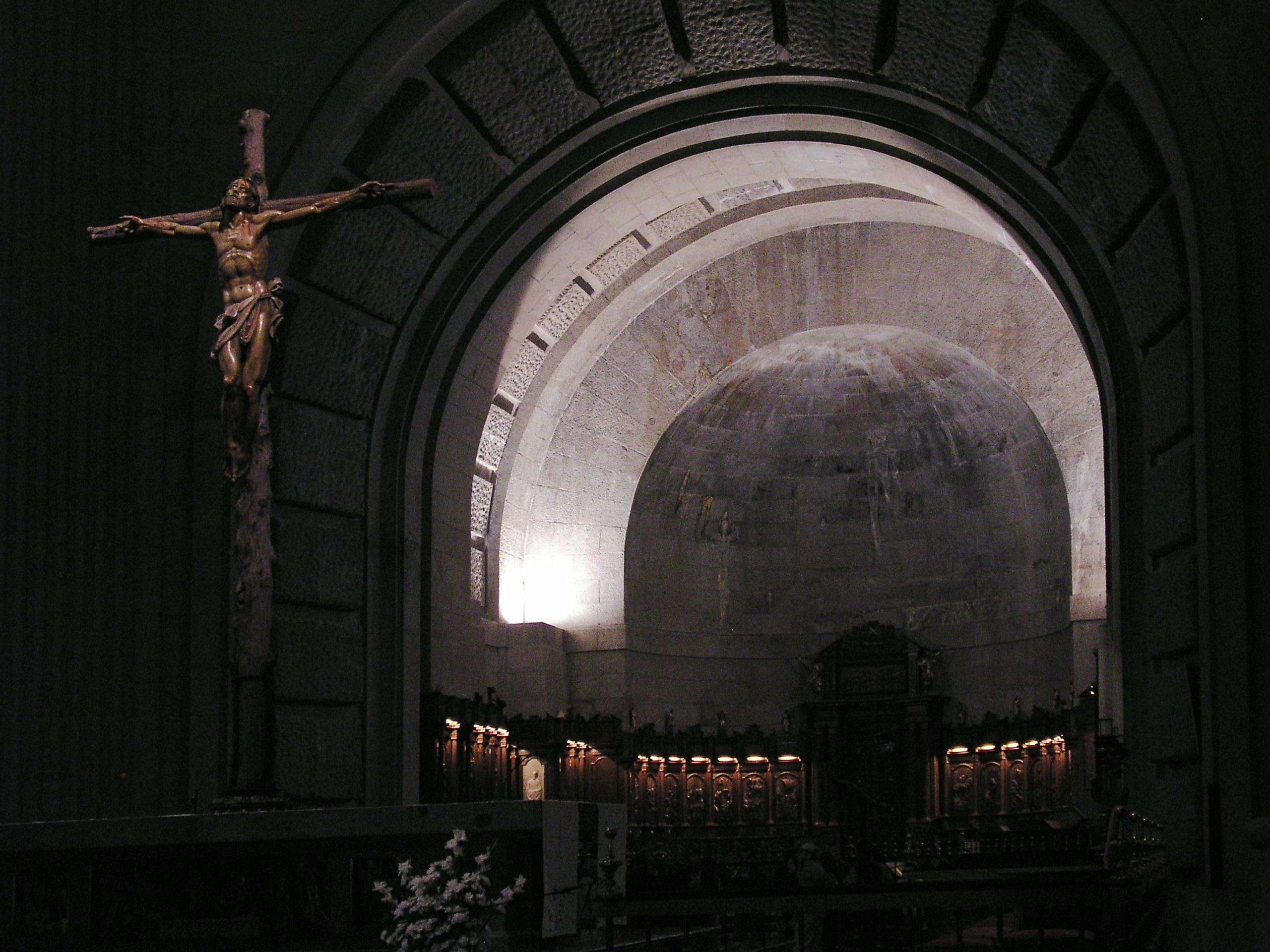
Hochaltar der Basilica de Santa Cruz
Wappen der Benediktinerabtei